# Trigonospila verticalis
Trigonospila verticalis là một loài ruồi trong họ Tachinidae.